# Kurhan w Mikri Doxipara-Zoni
Kurhan w Mikri Doxipara-Zoni – miejsce pochówku czterech osób o korzeniach arystokratycznych, datowane na II w. n.e. Zmarli zostali pochowani wraz z zaprzęgami konnymi. Kurhan znajduje się we współczesnej miejscowości Zoni, w gminie Orestiada w Grecji; w antyku w jego okolicy przebiegała droga łącząca Hadrianopolis z Filipopolis.
Kurhan ma średnicę 60 m i wysokość 7,5 m.
Szczątki znalezione w kurhanie należały do trzech mężczyzn i jednej kobiety. Dwaj mężczyźni byli w średnim wieku, zaś kobieta i trzeci mężczyzna byli osobami młodymi. Wszystkie cztery osoby zmarły w niewielkim odstępie czasu.

## Opis
Pochówek miał charakter kremacyjny; do kremacji ciał doszło w specjalnie wykopanych jamach, w których następnie złożono dary.
W kurhanie znaleziono pięć czterokołowych wozów pochowanych wraz z końmi; wozy te, z punktu widzenia archeologicznego, są najcenniejszym znaleziskiem. Wozy pełniły funkcję pojazdów, którymi przewożono zmarłych na miejsce pochówku. Ich obecność wraz z końmi symbolizowała status i bogactwo właścicieli.
W ramach rytuału pogrzebowego składano ofiary, o czym świadczą popioły, znalezione kości zwierząt i pozostałości naczyń. Dwie konstrukcje ceglane na terenie kurhanu pełniły funkcję ołtarzy, na których składano ofiarę w postaci jedzenia, wody, wina i mleka.

## Związek z rodziną arystokratyczną zamieszkującą Willę Armira

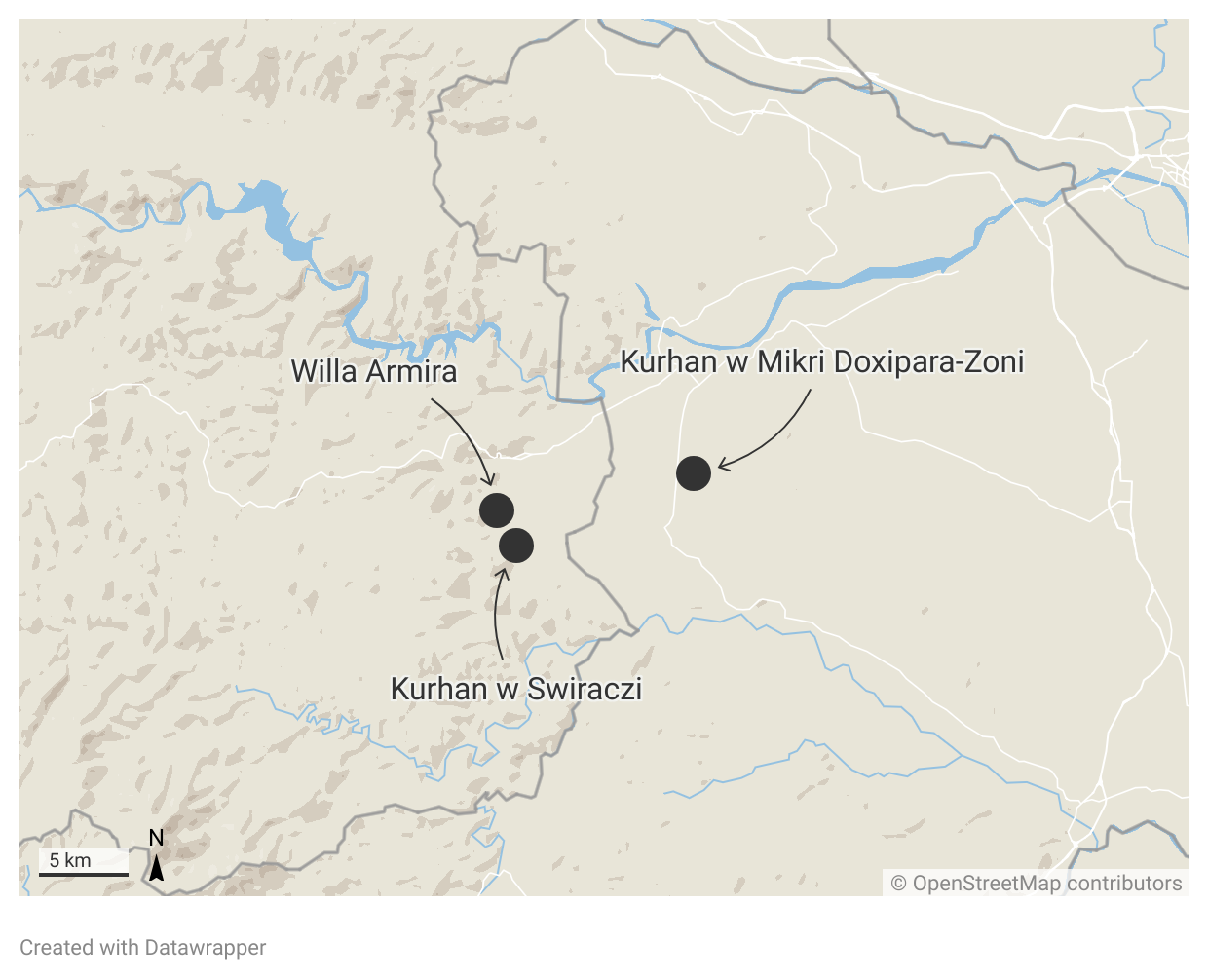
Relatywne położenie obu kurhanów i willi na mapie współczesnego pogranicza bułgarsko-greckiego; granica państwowa zaznaczona na szaro.

Gergana Kabakczijewa podaje, że Kurhan w Mikri Doxipara-Zoni, podobnie jak Kurhan w Swiraczi, był nekropolią rodzinną arystokratycznej rodziny zamieszkującej Willę Armira. Na potwierdzenie tej tezy używa następujących argumentów: 
- Odległość pomiędzy willą a oboma kurhanami jest niewielka
- Pochówki w obu kurhanach nawiązują do trackich tradycji pogrzebowych
- Zbieżne jest datowanie przedmiotów znalezionych w obu miejscach pochówku
- Kurhan w Swiraczi położony jest na zachodnim krańcu doliny, zaś kurhan w Mikri Doxipara-Zoni – na jej wschodnim krańcu

## Badania archeologiczne i ekspozycja
Badania archeologiczne kurhanu trwały w latach 2002–2004. Badania te miały charakter ratunkowy, ponieważ w przeszłości podejmowano wiele prób zniszczenia kurhanu i splądrowania jego zawartości.
Zgodnie ze stanem na rok 2024, trwają przygotowania do udostępnienia znaleziska zwiedzającym. Wozy i pochówki koni będzie można zobaczyć in situ, zaś przedmioty ruchome znajdą się w gablotach.